# Tsovinar
Tsovinar (en arménien Ծովինար) est une communauté rurale du marz de Gegharkunik, en Arménie. Elle compte 5 105 habitants en 2008.
Tsovinar est traversée par la M11. 